# 1672 en santé et médecine
| Années de la santé et de la médecine : 1669 - 1670 - 1671 - 1672 - 1673 - 1674 - 1675    |
| Décennies de la santé et de la médecine : 1640 - 1650 - 1660 - 1670 - 1680 - 1690 - 1700 |

Cet article présente les faits marquants de l'année 1672 en santé et médecine.

## Événements
- En France :
  - Louis XIV tranche, dans la querelle scientifique qui oppose depuis plusieurs décennies les « circulateurs », adeptes de William Harvey, et leurs adversaires, et il confie à Pierre Dionis, chargé d'enseigner la circulation du sang, une chaire d’anatomie au Jardin du Roi (le Jardin royal des plantes médicinales, actuel Muséum national d'histoire naturelle).
  - Antoine d'Aquin (1629-1696) est nommé premier médecin du roi Louis XIV.
- En Norvège :
  - 4 décembre : la loi exige  que les médecins soient accrédités par la faculté de médecine de Copenhague, la seule université de l’État, et leur donne l'autorité sur les apothicaires et les sages-femmes[1].

## Naissances
- 13 février : Étienne-François Geoffroy (mort en 1731), médecin et chimiste français.
- 2 août : Johann Jakob Scheuchzer (mort en 1733), médecin et naturaliste suisse.

## Décès
Date à préciser
- Carlo Fracassati (né en 1630), médecin italien.

Vers 1672
- Christophe Glaser (né en 1629), pharmacien suisse.